# Ноде, Габриэль
Габриэ́ль Ноде́ (фр. Gabriel Naudé; 2 февраля 1600, Париж — 10 июля 1653, Абвиль) — французский учёный, эзотерик и библиотекарь.

## Биография
Габриэль Ноде изучал классическую литературу, философию и медицину, затем работал библиотекарем в Риме у кардиналов Джованни Франческо Баньи (1578—1641) и Франческо Барберини (1597—1679). Много путешествуя по Европе, в течение 10 лет собрал первую, уникальную библиотеку для парижского дворца кардинала и министра Джулио Мазарини (1602—1662) (ныне — Национальная библиотека Франции). По заказу Мазарини Ноде приобрёл тысячи редчайших книг и манускриптов.
Особую известность как библиотекарю Ноде принесла написанная им в 1627 году работа «Advis pour dresser une bibliothèque (Указания по созданию библиотеки)», первая специальная книга по библиотечному делу на французском языке.
Ноде издавал сочинения итальянских авторов Возрождения, таких как Лев Аллаций, Джероламо Кордано, Джироламо Рорарио и Агостино Нифо, сыграв большую роль в популяризации их идей во Франции.
Первая библиотека Мазарини, собранная Ноде, включала более 40000 томов. В 1651 году, после начала Фронды, когда Мазарини бежал из Парижа, она была распродана по распоряжению Парижского парламента. Распродажа специально происходила небольшими порциями, чтобы кардиналу потом было сложнее заполучить книги обратно. Сохранённые книги и рукописи, соединённые с собранной кардиналом второй библиотекой, образовали ядро существующей в наши дни библиотеки Мазарини при парижском Коллеже Четырёх Наций.
В 1652 году Ноде перебрался в Стокгольм, где работал библиотекарем при дворе королевы Кристины, однако вскоре вернулся во Францию, где его и настигла смерть.

## Взгляды
В своих политических сочинениях Ноде придерживался принципов макиавеллизма, полагая, что правитель имеет право на поступки, противоречащие нравственности, если того требуют интересы государства. В частности, в своём самом известном трактате на эту тему, «Considerations politiques sur les coups d'estat» (1639), он оправдывал резню гугенотов, устроенную в канун дня св. Варфоломея.
Кроме того, Ноде был автором ряда произведений по эзотерике и магии, которую он подразделял на белую (лечащую, оберегающую и защищающую), чёрную (вредящую), «божественную» и «естественную». К естественной магии учёный относил такие науки, как астрономия, химия, физика и т. д. Другой важной темой, разрабатываемой в работах Габриэля Ноде, было учение розенкрейцеров.

## Избранные сочинения
- 1623: Instruction à la France sur la Verité de l’Histoire des Frères de la Roze-Croix… 1623, Paris, François Julliot
- 1625: Apologie pour tous les grands personnages qui ont esté faussement soupçonnez de magie, 1625, Den Haag, Adrien Vlac
- 1627: Advis pour dresser une bibliothèque, Erstauflage 1627, zweite Auflage 1644, Новое издание по экземпляру из Библиотеки Сен-Женевьев 1994, Paris, Klincksieck, ISBN 2-252-02730-4
- 1630: Addition à l’histoire de Louis XI, Erstauflage 1630, Новое издание по тексту первого выпуска 1999, Paris, Fayard, ISBN 2-213-60179-8
- 1639: Science des Princes, ou Considérations politiques sur les coups-d'état. Первое издание 1639, Новое издание в Le Promeneur. — ISBN 2-07-077275-6
- 1647: Quinque quaestionum latro-philologicarum, 1647, Paris, Chouet
- 1651: Causae Kempenses conjectio pro curia Romana, 1651, Paris, Cramoisy